# 8408-as mellékút (Magyarország)
A 8408-as számú mellékút egy csaknem 25 kilométer hosszú, négy számjegyű országos közút Veszprém vármegye és Győr-Moson-Sopron vármegye határvidékén. Pápát köti össze Csorna térségével; Szany legfontosabb közúti megközelítési útvonala, más településeket alig érint.

## Nyomvonala
Pápa északi határában ágazik ki a 83-as főútból, annak a 33+800-as kilométerszelvénye közelében, északnyugat felé. 2,7 kilométer után Marcaltő határai között folytatódik, ahol előbb az egykor önálló Ihász községet éri el, a 4. kilométerénél, utána egy szakaszon Nemesgörzsöny határvonalát kíséri. A 10. kilométere előtt átszeli a Marcal folyását, a túlparton pedig hamarosan beér Marcaltő házai közé. A központban, ahol nyugati irányban húzódik végig, két út is beletorkollik: előbb a 8416-os Tét-Szentkút (illetve a 83-as főút) irányából, északkelet felől, majd a 84 115-ös számú mellékút délről, Egyházaskesző irányából.
11,5 kilométer után Várkesző területére lép az út, de lakott helyeket itt nem érint: északabbi irányt vesz, nagyjából 12,8 kilométer után átszeli a Rába folyót is, majd a túlsó partot elérve szinte egyből átlép Rábaszentandrás területére; a 8412-es út, amelyen egyebek mellett Várkesző központja is elérhető, már e község határai közt ágazik ki belőle, a 13. kilométere közelében. Nem marad azonban sokáig rábaszentandrási területen sem: amire eléri – körülbelül a 14+150-es kilométerszelvényénél – a Pápa–Csorna-vasútvonal vágányait és keresztezi azokat, már Szany területén jár.
Szany déli határszélén, a 14+750-es kilométerszelvénye közelében még egy út kapcsolódik hozzá Várkesző irányából, a 84 123-as, emellett található meg a várkeszői vár romterülete is. Szany első házait nagyjából 15,8 kilométer után éri el, ahol a Kossuth Lajos utca nevet veszi fel. 16,6 kilométer után kelet felől beletorkollik a 8424-es út, Egyed-Sobor felől, a központban pedig nyugat felé ágazik ki belőle egy újabb út: ez a 8425-ös, amely Vág községig vezet. Innentől a 8408-as települési neve már Ady Endre utca, így is lép ki a belterületről, körülbelül 18,5 kilométer után.

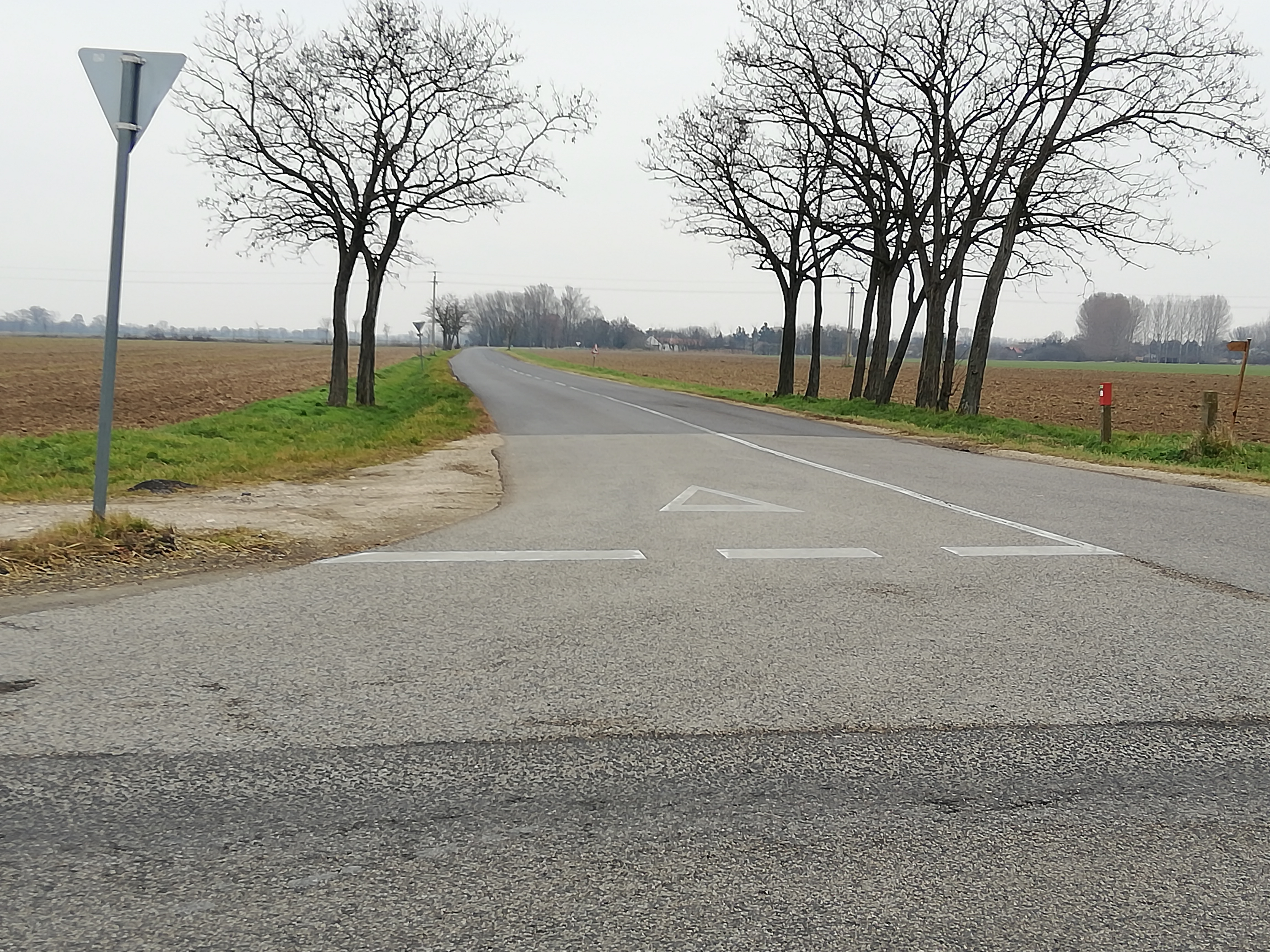
A 8419-es út betorkollása a 8408-asba Rábacsanak és Szilsárkány határán

A 22+350-es kilométerszelvénye táján átszeli Rábacsanak határát, de lakott területeket nem érint; a község központján csak a 8419-es út halad végig, amely a 24+550-es kilométerszelvény közelében torkollik bele a 8408-as útba. Utóbbi ezen a szakaszán már egy ideje Rábacsanak és Szilsárkány határvonalát követi, a kereszteződéstől kezdve pedig teljesen szilsárkányi területen húzódik. Úgy is ér véget, beletorkollva a 86-os főútba, annak a 139+600-as kilométerszelvénye közelében.
Teljes hossza, az országos közutak térképes nyilvántartását szolgáló kira.gov.hu adatbázisa szerint 24,683 kilométer.

## Története
1934-ben a kereskedelem- és közlekedésügyi miniszter 70 846/1934. számú rendelete a teljes mai hosszában harmadrendű főúttá nyilvánította, a Pápa-Csorna közti, akkori 821-es főút részeként.

## Települések az út mentén
- Pápa
- Ihász
- (Nemesgörzsöny)
- Marcaltő
- (Várkesző)
- (Rábaszentandrás)
- Szany
- (Rábacsanak)
- (Szilsárkány)